# Kadu Agung (Tigaraksa)
Kadu Agung is een bestuurslaag in het regentschap Tangerang van de provincie Banten, Indonesië. Kadu Agung telt 6889 inwoners (volkstelling 2010).